# تورکوهیل ماتیسون
تورکوهیل ماتیسون (انگلیسی: Torquhil Matheson؛ ۴ فوریه ۱۸۷۱ – ۱۳ نوامبر ۱۹۶۳) فرد نظامی اهل بریتانیا بود. وی همچنین برندهٔ جوایزی همچون نشان حمام شده‌است.